# Cantonul Lautrec
Cantonul Lautrec este un canton din arondismentul Castres, departamentul Tarn, regiunea Midi-Pyrénées, Franța.

## Comune
- Brousse
- Jonquières
- Lautrec (reședință)
- Montdragon
- Montpinier
- Peyregoux
- Puycalvel
- Saint-Genest-de-Contest
- Saint-Julien-du-Puy
- Vénès